# Onomàstica xinesa
Un nom xinès s'escriu amb el cognom primer i el nom de pila després. Per exemple, Mao Zedong, el fundador de la República Popular de la Xina, és el Sr. Mao, no el Sr. Zedong.
Cal remarcar, tanmateix, que alguns xinesos que emigren o mantenen relacions comercials amb països d'Occident adopten a vegades un nom occidentalitzat, en general amb un nom de pila occidental al qual s'afegeix el cognom, escrits ambdós en l'ordre típic d'Occident amb el cognom al final. Un exemple és el nom habitualment utilitzat a l'Occident de l'actual Executiu en Cap de Hong Kong, Donald Tsang. Altres xinesos de vegades adopten un nom combinat, format pel nom de pila occidental, el cognom i el nom de pila xinès, en aquest ordre. Per exemple, l'actual Executiu en Cap de Macau, Edmund Ho, utilitza a vegades el nom mixt Edmund Ho Hau Wah.
Conforme a la tradició, per donar nom als nens i nenes se segueix un model en què es fa servir un nom de generació com a component d'un nom de pila de dos caràcters; tanmateix, això ha caigut en desús, particularment a la República Popular de la Xina, on molts noms de pila són d'un sol caràcter.
A més del nom de pila, molts xinesos tenen diversos tipus de sobrenoms.

## Cognoms
Hi ha més de 700 cognoms xinesos diferents, però amb prou feines 20 abasten la majoria dels xinesos. Així, la varietat dels noms xinesos depèn molt més dels noms de pila que dels cognoms. La gran majoria de cognoms xinesos són d'un sol caràcter, tot i que hi ha també alguns formats per dos caràcters. A aquests cognoms de dos caràcters se'ls anomena en xinès fùxìng (復姓), literalment "cognoms complexos". Un exemple és el cognom Sima del famós historiador de l'antiguitat Sima Qian.
Com ja s'ha dit, el cognom xinès s'escriu al davant, cosa que a vegades confon la gent d'altres cultures on el cognom generalment s'escriu al final. Així, el cognom de Mao Zedong és Mao (毛) i el seu nom de pila és Zedong (澤東, 泽东).
Les casades xineses en general conserven el seu cognom en lloc d'adoptar el del marit i els nens en general porten el cognom del pare. Sovint es considera tabú casar-se amb algú que tingui el mateix cognom, encara que no hi hagi parentesc directe entre els interessats.

## Noms de pila
Els noms de pila xinesos tenen un o dos caràcters i s'escriuen després del cognom. En néixer un nadó, els pares normalment li donen un "nom diminutiu", com Tresoret (小寶, 小宝). El nom de pila es tria una mica més tard. A la Xina, els pares tenen un mes per registrar el nen. Els pares poden seguir utilitzant el sobrenom.
Com que els cognoms són tan pocs, la varietat dels noms complets xinesos depèn dels noms de pila. Es pot utilitzar gairebé qualsevol caràcter amb qualsevol significat. Tanmateix, no es considera correcte posar a un nen el nom d'una altra persona, ja sigui parent o personatge famós.
Generalment es posen noms de pila associats a qualitats que es perceben, tant masculines com femenines. Els noms masculins es relacionen amb la força i la fermesa; els femenins, amb la bellesa i les flors. Les dones a vegades porten noms que repeteixen el mateix caràcter, com Xiuxiu (秀秀) o Lili (麗麗, 丽丽). Això ocorre menys amb els homes, tot i que Yo-Yo Ma (馬友友 Mǎ Yǒuyǒu, 马友友) n'és una excepció molt coneguda.
En algunes famílies, un dels dos caràcters del nom de pila es repeteix en tots els membres d'una generació, i aquests noms de generació es planifiquen amb molta antelació, històricament en un poema que serveix de relació de noms. A més, els noms dels germans sovint es relacionen; per exemple, un nen pot dir-se pi (松, que es considera masculí) i la seva germana es pot dir pruna (梅, que es considera femení).
Els noms xinesos poden reflectir també períodes de la història. Per exemple, molts xinesos nascuts durant la Revolució Cultural tenen "noms revolucionaris" com "país fort" (強国 Qiángguó) o "vent oriental" (东风 Dōngfēng). A Taiwan, no era estrany incorporar un dels quatre caràcters del nom "República de la Xina" (中華民國) als noms dels homes.
Per a més informació, vegeu nom de pila xinès.

## Noms alternatius
Els sobrenoms són en general una alteració del nom de pila, basats de vegades en els atributs físics de la persona, la seva manera de parlar o fins i tot en la seva primera paraula. En àrees de parla min o cantonesa, el sobrenom consisteix sovint en el diminutiu A (阿), seguit per una part del nom de pila (en general l'últim caràcter). Rarament s'utilitzen els sobrenoms en entorns formals o semiformals. Una excepció és Chen Shui-bian, normalment anomenat "A-bian" (阿扁); el sobrenom l'utilitza ell mateix i apareix en articles de diari.
En altres temps, era comú que els homes amb formació intel·lectual adquirissin noms de cortesia. Les dues formes més comunes eren un zì (字), que es donava en arribar a la maduresa, i un hào (號), generalment escollit per l'anomenat i sovint capritxós. Tot i que aquesta tradició ha caigut en desús, l'ús del pseudònim entre els escriptors continua sent un fenomen comú (vegeu nom de cortesia xinès).
A la gent prominent ha estat comú donar un nom pòstum (諡號, 諡号), encara que això avui gairebé no es practiqui. A Sun Yat-sen se li donà el nom pòstum de Guófù (國父, Pare de la Nació), nom pel qual se'l coneix més a Taiwan. A més, als governants se'ls assignaven també noms de temple (廟號, 廟号).

## Variacions regionals
Molts xinesos que viuen o treballen en cultures occidentals tenen un nom occidental a més del seu nom xinès. Per exemple, el polític taiwanès Soong Chu-yu (宋楚瑜) també és conegut com a James Soong. Un altre cas és el ja citat de Donald Tsang.
A Hong Kong és bastant comú utilitzar primer el nom de pila occidental i utilitzar el nom de pila xinès com segon nom de pila. En intents més recents de combinar noms occidentals amb noms xinesos nadius, el nom occidental es col·loca directament endavant del nom xinès, de manera que es pugui identificar fàcilment el nom xinès i el nom occidental. Es conserva també l'ordre relatiu cognom-nom de pila. Segons aquest model, Soong Chu-yu seria James Soong Chu-yu. Aquesta pràctica és comuna també entre els estatunidencs d'origen xinès.
Una altra variació consisteix en si la forma empleada a la romanització és la forma en mandarí o la forma del dialecte local. En general, els xinesos d'ètnia han a la Xina continental i Taiwan romanitzen la forma del seu nom en mandarí, i els de l'Àsia sud-oriental i Hong Kong romanitzen la forma del dialecte local. Els xinesos de la Xina continental generalment són recognoscibles per la romanització pinyin, on apareixen les grafies "x", "zh" i "q", que no es troben en altres sistemes de romanització, i en la qual no s'utilitzen guions.